# Velden (Pegnitz)
Velden ([ˈfɛldn̩] ) ist eine Stadt im mittelfränkischen Landkreis Nürnberger Land und Sitz der Verwaltungsgemeinschaft Velden.

## Geografie
Die Stadt liegt im oberen Pegnitztal in der Hersbrucker Alb, etwa 38 km nordöstlich von Nürnberg.

### Gemeindegliederung
Die Gemeinde Velden hat 8 Gemeindeteile (in Klammern ist der Siedlungstyp angegeben):
- Gerhelm (Einöde)
- Henneberg (Weiler)
- Immendorf (Einöde)
- Münzinghof (Weiler)
- Pfaffenhofen (Dorf)
- Raitenberg (Dorf)
- Velden (Hauptort)
- Viehhofen (Dorf)

Die Einöde Steigenhof zählt zum Gemeindeteil Henneberg.
Es gibt auf dem Gemeindegebiet die Gemarkungen Treuf (Gemarkungsteil 1), Velden und Viehhofen. Die Gemarkung Velden hat eine Fläche von 4,757 km². Sie ist in 2095 Flurstücke aufgeteilt, die eine durchschnittliche Flurstücksfläche von 2270,67 m² haben.

### Nachbargemeinden
Die Nachbargemeinden sind, im Norden beginnend im Uhrzeigersinn Plech, Neuhaus an der Pegnitz, Hartenstein, Kirchensittenbach und Betzenstein.

## Geschichte

### Bis zum 19. Jahrhundert
Über den Ursprung des verkehrsgeographisch günstig an wichtigen Nord-Süd-Verbindungen durch die mittlere Frankenalb gelegenen Orts gibt es bislang keine gesicherten Erkenntnisse. Der Ortsname lässt wie andere Orte mit der Nachsilbe feld im ostfränkisch-bayerischen Grenzraum eine Gründung während der Karolingerzeit vermuten. Dass sich der Raum bis zum Jahr 788 im Besitz der Baiernherzöge befunden hat, wie häufig in heimatgeschichtlichen Darstellungen zu lesen ist, lässt sich nicht belegen und ist aus herrschaftsgeschichtlicher Sicht eher unwahrscheinlich. Die erste urkundliche Erwähnung von Velden stammt aus dem Jahr 889, als der karolingische Kaiser Arnulf von Kärnten auf seiner Reise von Forchheim nach Regensburg dort eine Urkunde ausstellte. Daraus lässt sich ein Königshof an der wichtigen Landverbindung vom Pfalzort Forchheim um das wichtige Herrschaftszentrum Sulzbach nach Regensburg vermuten. Dieser dürfte Mittelpunkt einer großen königlichen forestis, eines Nutzungs- und Forstbezirks in königlicher Hand, gewesen sein. In diese Richtung weist auch die für 912 überlieferte Schenkung einer Kirche in Velden an den Eichstätter Bischof Erchanbald durch den ostfränkischen König Konrad I. Die Pfarrkirche St. Maria dürfte mit großer Wahrscheinlichkeit auf die Kirche des karolingischen Königshofs zurückgehen.
Im Jahr 1009 wurde Velden mit der zugehörigen forestis im Rahmen umfangreicher königlicher Schenkungen König Heinrichs II. dem Bischof des neu geschaffenen Bistums Bamberg übereignet. Im 11. und 12. Jahrhundert gehörte der Ort zum Herrschaftsraum der Grafen von Sulzbach, die als Bamberger Hochstiftsvögte in diesem Raum amteten.
Während des Hochmittelalters erbauten die Bamberger Bischöfe in dem ihnen verbliebenen Restterritorium das sogenannte Neue Haus, die heutige Burg Veldenstein oberhalb von Neuhaus an der Pegnitz.
Im 14. Jahrhundert gehörte Velden für einige Zeit zu den neuböhmischen Besitzungen von Kaiser Karl IV., der dem Ort 1376 das Stadtrecht verlieh. Nachdem es 1401 an das bairische Haus Wittelsbach zurückgefallen war, versank Velden wieder weitgehend in Bedeutungslosigkeit.

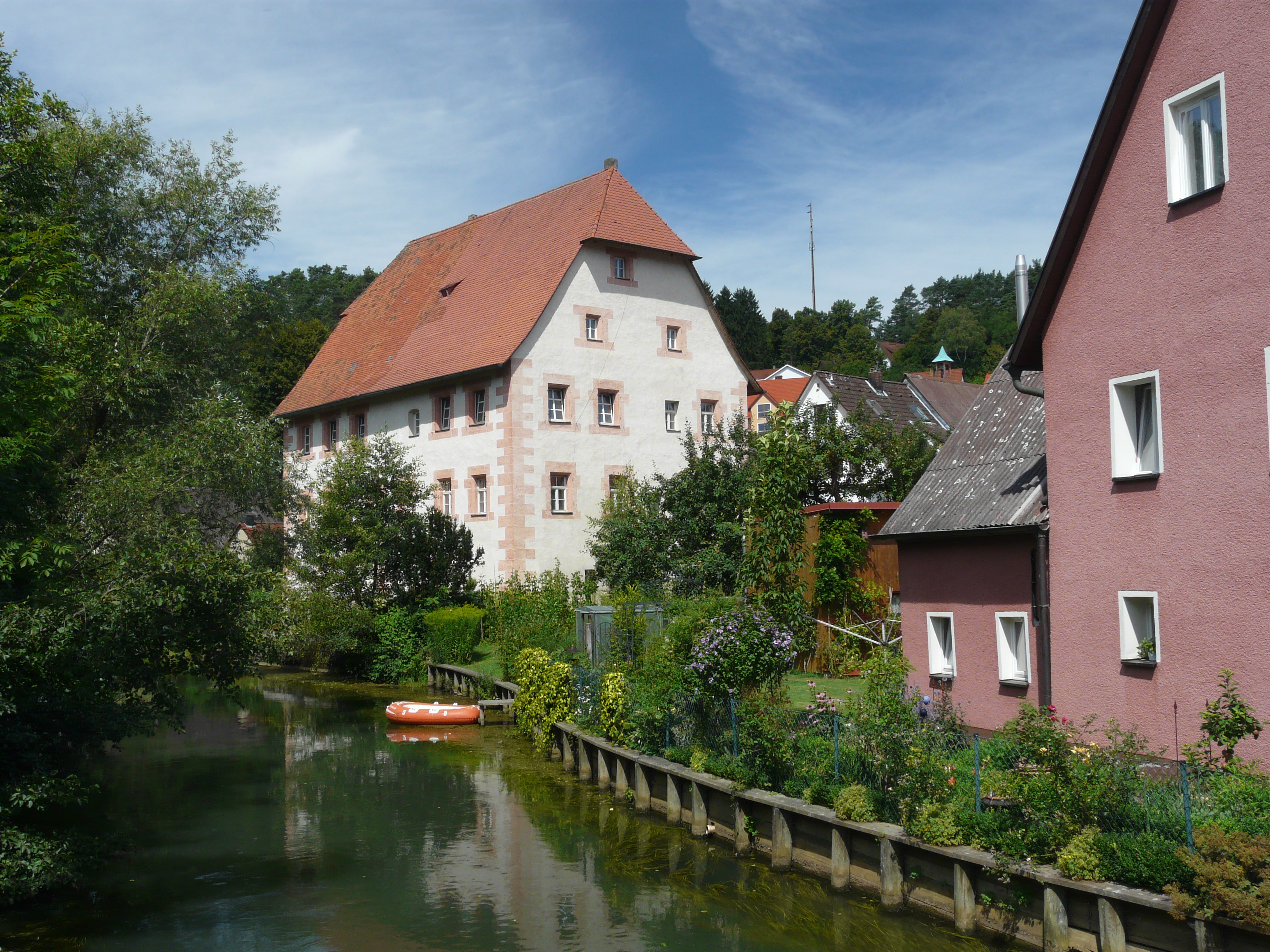
Das Pflegerschloss, der ehemalige Amtssitz des Pflegamts Velden

Während des Landshuter Erbfolgekrieges wurde der Ort mehrmals von den beteiligten Konfliktparteien in Besitz genommen. Nachdem dieser Krieg im Juli 1505 mit dem Kölner Schiedsspruch durch König Maximilian beendet worden war, gingen die Stadt und das ihr zugehörige umgebende Amt in den Besitz der Reichsstadt Nürnberg über und wurden in der Folgezeit als Pflegamt Velden in ihr Landgebiet eingegliedert.
Der östlich der Pegnitz gelegene Teil des Pflegamts wurde gegen Ende des 18. Jahrhunderts vom Kurfürstentum Bayern unter Zuhilfenahme weitgehend fragwürdiger Rechtstitel gewaltsam in Besitz genommen. Dies geschah, nachdem Kurfürst Karl Theodor von Pfalz-Baiern 1790 alle Verträge und Abkommen aufgekündigt hatte, die seit dem Kölner Frieden von 1505 zwischen der Reichsstadt und der Pfalz bzw. Baiern abgeschlossen worden waren. Der westlich der Pegnitz gelegene Teil des Pflegamtes mit der Stadt selbst teilte hingegen das Schicksal der Reichsstadt bis zu deren Annexion 1806 durch das Königreich Bayern.

### Eingemeindungen
Im Zuge der Gebietsreform in Bayern wurden am 1. Januar 1972 die Gemeinden Viehhofen und Treuf (teilweise) in die Stadt Velden eingemeindet.

### Namensherkunft
Der Ortsname Velden, der in seiner Grundform im oberdeutschen Raum häufig belegt ist und vor allem in Komposita sehr zahlreich vorkommt, geht auf das schon im Althochdeutschen bezeugte germanische Wort feld (ebene Fläche, Feld, Gefilde) zurück. Die älteste Erwähnung des Ortes aus dem Jahr 889 überlieferte die Namensform „Feldun“, was mit bei oder zu den Feldern übersetzt werden kann.

## Politik

### Gemeinderat
Der Stadtrat besteht aus 12 Mitgliedern und dem Ersten Bürgermeister, derzeit:
|      | CSU/Freie Bürger | SPD/Freie Wählervereinigung | Gesamt   |
| 2020 | 5                | 7                           | 12 Sitze |
| 2014 | 5                | 7                           | 12 Sitze |
| 2008 | 6                | 6                           | 12 Sitze |

(Stand: seit 1. Mai 2020 entsprechend dem Ergebnis der Stadtratswahl am 15. März 2020)

### Bürgermeister
Berufsmäßiger Erster Bürgermeister ist Herbert Seitz (SPD/Freie Wählervereinigung Velden), der sich 2008 mit 56,7 % der abgegebenen Stimmen gegen Christa Begert (CSU) (43,3 %) durchsetzen konnte. Bei der Kommunalwahl 2014 wurde er mit 97,9 % der gültigen Stimmen und bei der Kommunalwahl 2020 mit 94,5 % im Amt bestätigt. Vorgänger war Herbert Begert.

### Wappen
| | Blasonierung: „Geteilt und oben gespalten; vorne in Gold am Spalt ein halber schwarzer Adler, hinten fünfmal schräg geteilt von Rot und Silber; unten in Rot ein waagrechter silberner Fisch.“ |
| Wappenbegründung: Velden ist einstiges Königsgut und wird 889 erstmals erwähnt. Es kam 1009 an das Hochstift Bamberg. Markt, Amt und ein Drittel des Forstes fielen 1320 an das Herzogtum Bayern. Zusammen mit anderen Gütern wurde Velden 1353 an Böhmen verpfändet und erhielt 1376 von Kaiser Karl IV. Stadtrechte. Seit 1401 war es wieder im Besitz der Wittelsbacher und kam 1504 an die Reichsstadt Nürnberg. Das älteste Siegel stammt aus der böhmischen Zeit. Im geteilten Schild stehen oben der wachsende doppelschwänzige, gekrönte böhmische Löwe, unten ein Fisch als Hinweis auf den Fischreichtum der Pegnitz. Dieses Siegel wurde auch unter pfälzischer Herrschaft verwendet. Erst als Velden 1504 an die Reichsstadt Nürnberg kam, änderte sich auch das Wappenbild. Seitdem stehen oben der halbe schwarze Adler und die Schrägteilung aus dem Wappen der Reichsstadt Nürnberg. Von 1806 bis 1819 standen im Siegel die bayerischen Rauten, von 1819 bis 1836 im gekrönten Schild zwei Forellen übereinander. | |

### Städtepartnerschaft
1990 wurde eine Städtepartnerschaft mit Jöhstadt im Erzgebirgskreis (Sachsen) geschlossen.

## Sehenswürdigkeiten

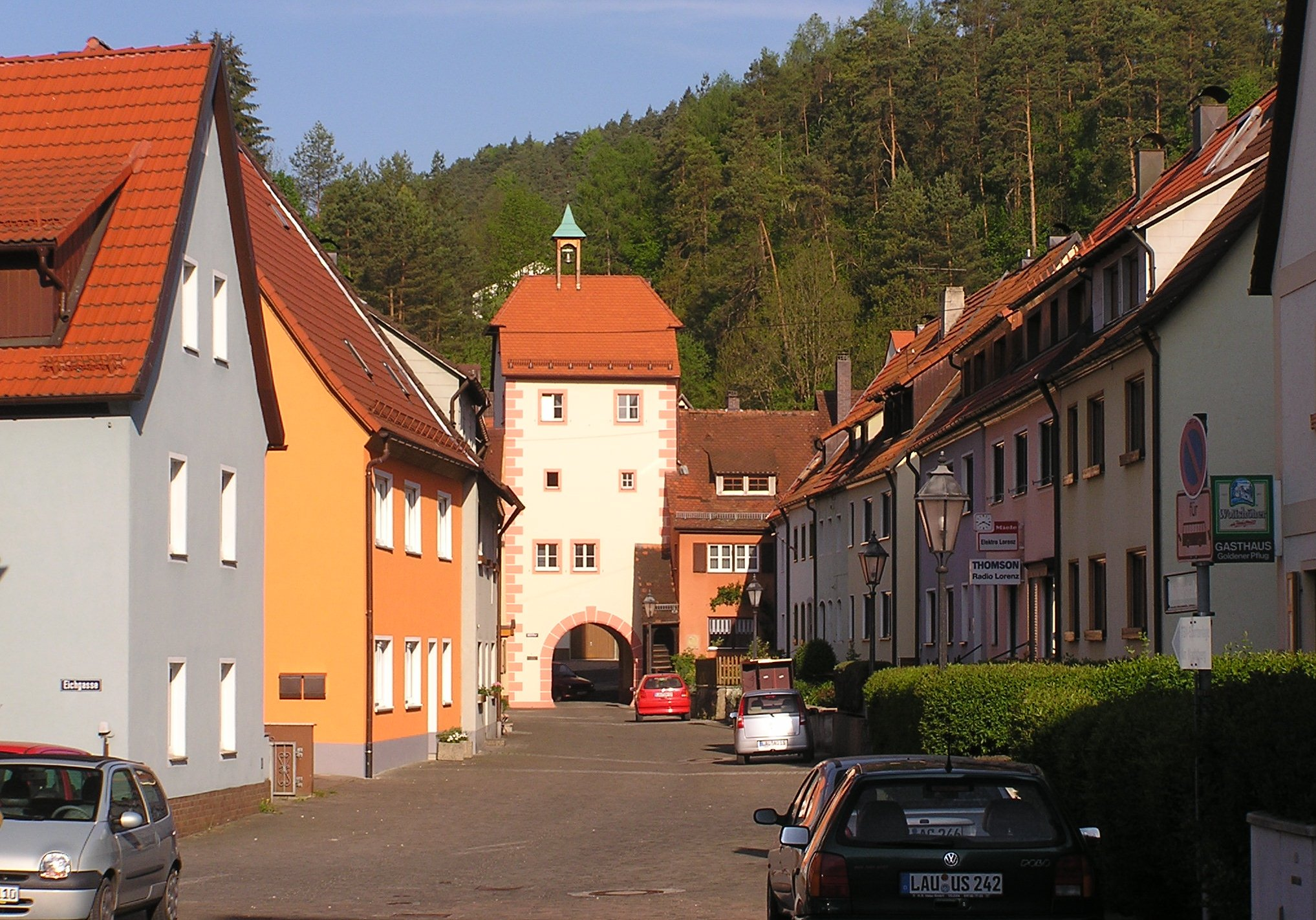
Der Stadtturm von Velden

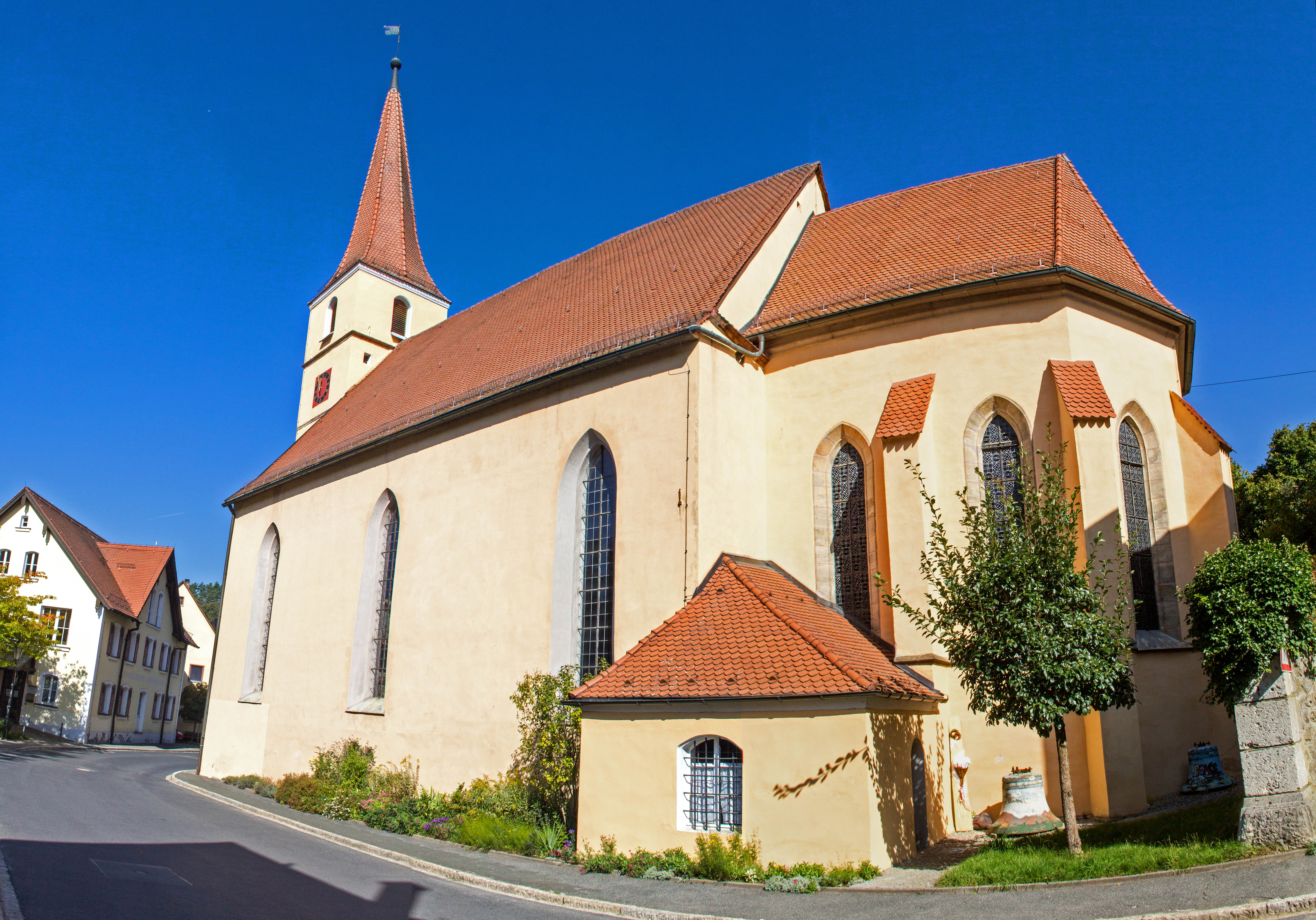
Pfarrkirche St. Maria

- Der in der ersten Hälfte des 15. Jahrhunderts errichtete Stadtturm ist noch vollständig erhalten. Die Jahreszahl 1516 an der Ostseite bezeichnet das Jahr des Umbaus. Der Turm ist zwölf Meter hoch und hat einen Grundriss von etwa 6 × 6 Metern. Er wird von einem mächtigen Krüppelwalmdach abgeschlossen, auf dem ein Glockentürmchen sitzt. Über dem Rundbogen der Durchfahrt befinden sich drei Geschosse, die nach Kriegszerstörungen 1960 wieder aufgebaut wurden. 2004 wurde die Außenfassade hergerichtet, 2005 erhielt der Turm den Denkmalpreis des Bezirks Mittelfranken.
- Bei der evangelisch-lutherischen Pfarrkirche St. Maria handelt es sich um eine um 1350/70 erbaute Saalkirche mit eingezogenem, kreuzrippengewölbtem Chor. Besonders interessant ist die reiche malerische und skulpturale Ausstattung aus dem späten 15. und frühen 16. Jahrhundert. Die Deckenmalerei mit der Himmelfahrt Christi entstand bei der Kirchenrenovierung im Jahr 1926.[10]
- Weitere Sehenswürdigkeiten sind das ehemalige Pflegschloss, das Pfarrhaus, das Scheunenviertel sowie ein Teil der alten Stadtmauer mit dem Mühltor.[10]

## Natur

### Höhlen
Im Gemeindegebiet gibt es einige sehenswerte natürliche Karsthöhlen.
Neben den beiden bekannten Höhlen Geisloch und dem Appenloch bei Münzinghof sind folgende Höhlen einen Besuch wert.

#### Großes und Kleines Rohenloch

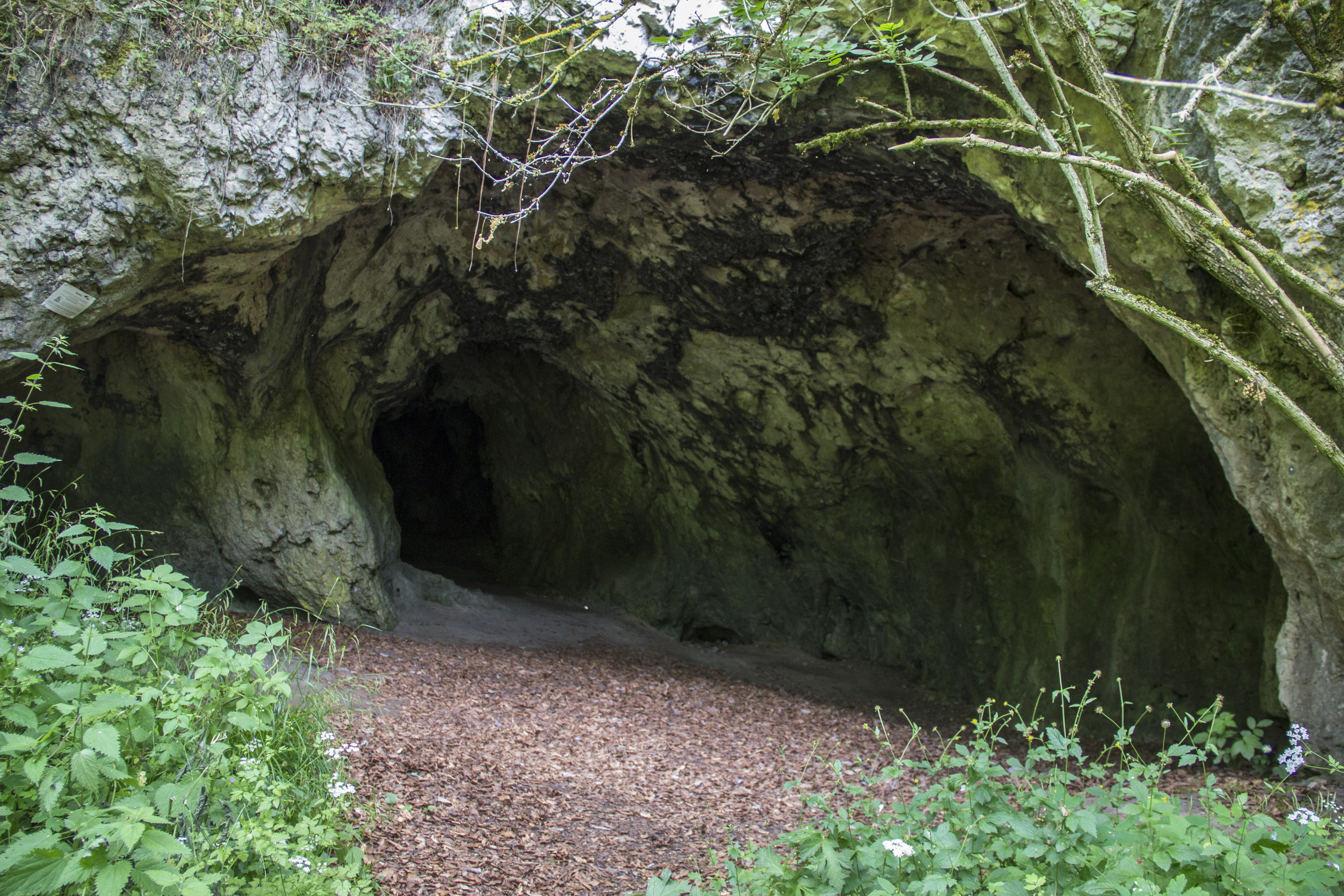
Das Große Rohenloch

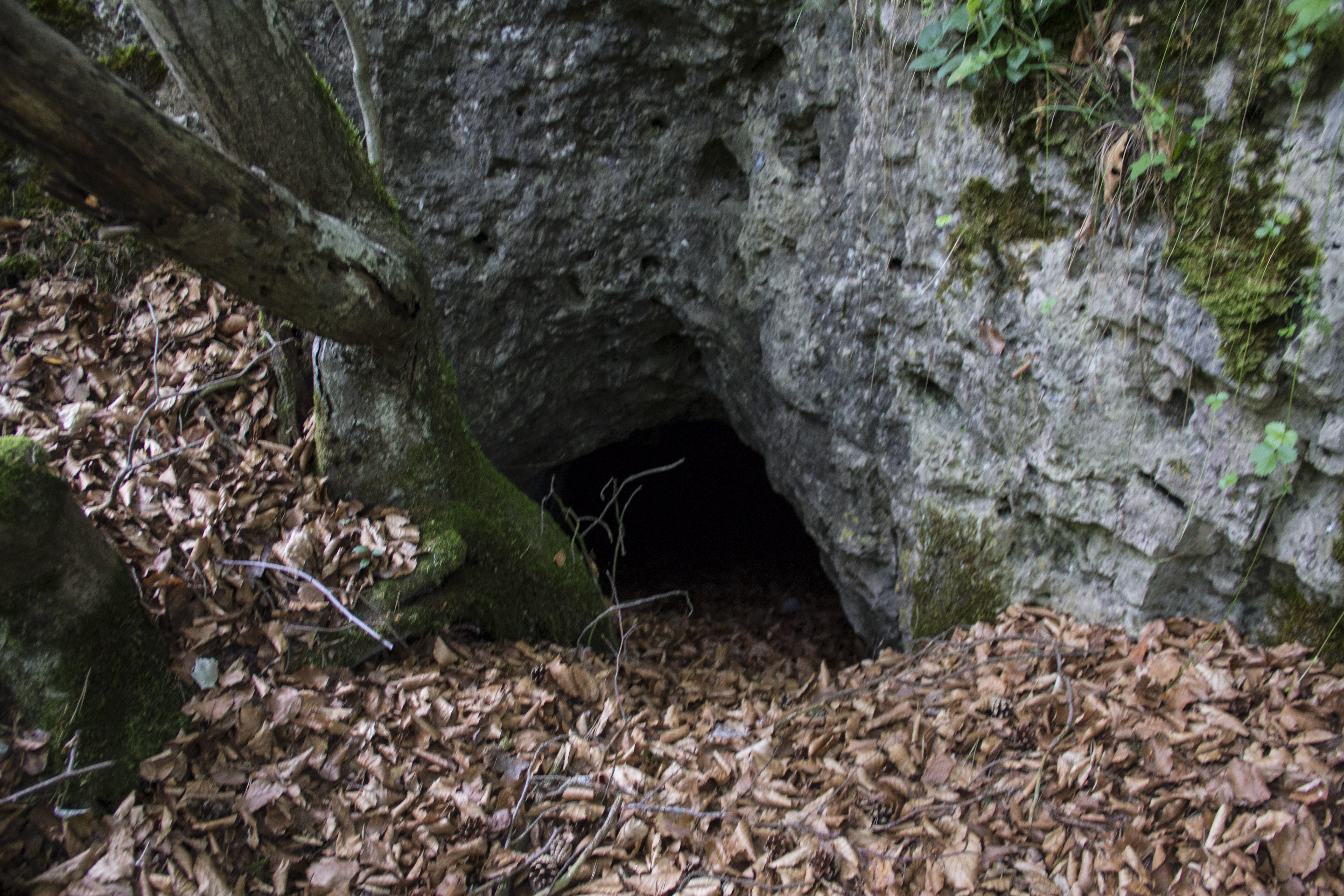
Das Kleine Rohenloch

Beide Höhlen befinden sich etwa 800 Meter nordöstlich von Viehhofen im Kupfertal. Das Große Rohenloch ist eine Halbhöhle von etwa 70 Metern Gesamtlänge. Im Höhlenkataster Fränkische Alb (HFA) ist die Höhle als D 18 registriert und vom Bayerischen Landesamt für Umwelt als Geotop 574H013 ausgewiesen. Siehe hierzu auch die Liste der Geotope im Landkreis Nürnberger Land.
Durch Grabungsfunde konnte nachgewiesen werden, dass die Höhle bereits in der Jungsteinzeit bewohnt war. Das Kleine Rohenloch befindet sich etwa 50 Meter entfernt vom Großen Rohenloch. Die Kleinhöhle ist etwa 12 Meter lang und im HFA als D 17 registriert.

#### Raumgrotte
Etwa 250 Meter östlich des Großen Rohenloches befindet sich die etwa 25 Meter lange Raumgrotte, die im HFA als D 164 registriert ist.

#### Geisloch
Das Geisloch oder die Geishöhle ist eine natürliche Karsthöhle bei Münzinghof.

## Verkehr
Die Bundesautobahn 9 verläuft nordwestlich von Velden; die Anschlussstellen Hormersdorf und Plech sind je etwa zehn Kilometer entfernt.
Velden gehört zum Verkehrsverbund Großraum Nürnberg. Am Bahnhof Velden (b Hersbruck) an der Bahnstrecke Nürnberg–Cheb halten stündlich Regionalbahnen der DB Regio AG auf der Linie Nürnberg – Neuhaus an der Pegnitz.

## Persönlichkeiten

### Söhne und Töchter der Stadt
- Adam Rudolf Solger (1693–1770), Antistes, Bibliothekar und Büchersammler in Nürnberg
- Paul Walter (1891–1978), Politiker in der DDR, geboren in Viehhofen